# Mydaea marginalis
Mydaea marginalis är en tvåvingeart som först beskrevs av Stein 1904.  Mydaea marginalis ingår i släktet Mydaea och familjen husflugor.
Artens utbredningsområde är Bolivia. Inga underarter finns listade i Catalogue of Life.